# Вечеслов, Сергей Михайлович
Сергей Михайлович Вечёслов (1900—1963) — советский актёр театра и кино. Заслуженный артист РСФСР (1947). Лауреат Сталинской премии первой степени (1951).

## Биография
С. М. Вечеслов родился 4 (17) октября 1900 года. В 1924 году окончил Высшие театральные мастерские Малого театра и стал артистом Студии Малого театра (впоследствии Новый театр, Драматический театр под руководством Ф. Н. Каверина). В 1944—1959 годах актёр Московского театра драмы.

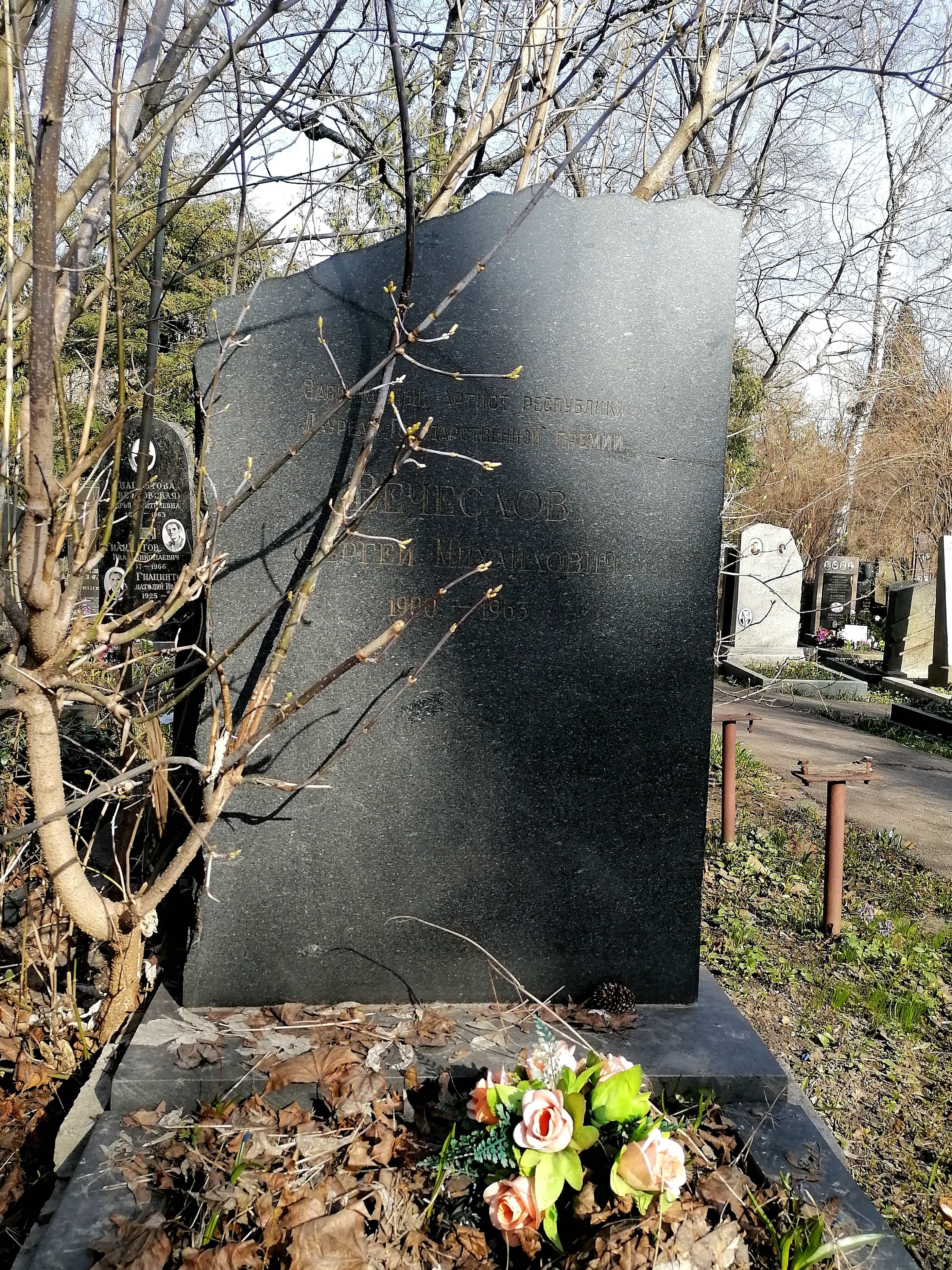
Могила на Донском кладбище

С. М. Вечеслов умер в 1963 году. Похоронен в Москве на Донском кладбище (уч.15).

## Фильмография
- 1934 — Мечтатели — инженер Андрей Волынцев
- 1934 — Петербургская ночь — эпизод
- 1935 — Гибель сенсации — инженер Джим Рипль
- 1936 — Последняя ночь — Алексей Леонтьев
- 1938 — Друзья из табора (к/м) — Можаев
- 1950 — Секретная миссия — Гарви
- 1952 — Композитор Глинка — В. Ф. Одоевский
- 1956 — Урок истории — Адвокат
- 1958 — Чудотворец из Бирюлёва (к/м) — Иван Иванович
- 1959 — Сверстницы — профессор Алексей Аркадьевич

## Роли в театре
- «Уриель Акоста» К. Ф. Гуцкова — заглавная роль
- «Кинороман» Г. Кайзера — Эрик
- «Без вины виноватые» А. Н. Островского — Незнамов
- «Дикарь» по Вольтеру — Гурон
- «Ночь ошибок» О. Голдсмита — Тони
- «Тот, кого искали» А. Б. Раскина и М. Р. Слободского
- 1945 — «Лисички» Л. Хеллман — Гораций Гидденс
- 1949 — «Два лагеря» А. М. Якобсона — Иоганнес
- 1950 — «Прага остаётся моей» Ю. А. Буряковского — Юлиус Фучик
- «Дорога свободы» Г. Фаста — Холмс

## Награды и премии
- заслуженный артист РСФСР (5.11.1947)
- Сталинская премия первой степени (1951) — за исполнение роли Гарви в фильме «Секретная миссия» (1950)
- орден Трудового Красного Знамени (1954)